# Pécari du Chaco
Catagonus wagneri
Espèce
Répartition géographique
Statut de conservation UICN

 EN A3cd+4cd : En danger
Statut CITES
Le pécari du Chaco (Catagonus wagneri) est une espèce de mammifères de la famille des Tayassuidae. Il est connu localement sous le nom de tagua.

## Distribution
Cette espèce se rencontre dans les zones arbustives sèches du Gran Chaco au Paraguay, en Bolivie et en Argentine.

## Description

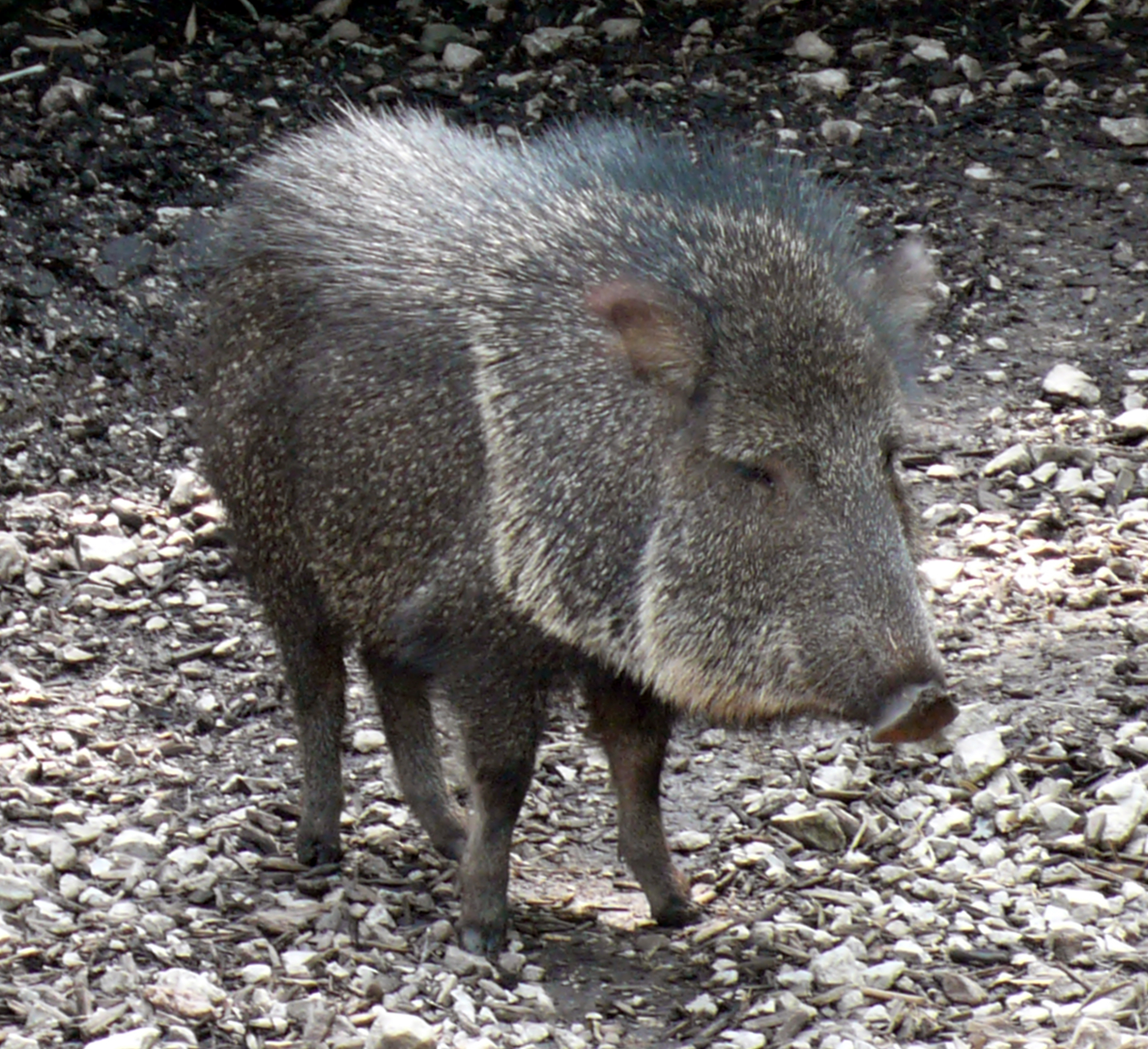
Catagonus wagneri

Il en existe environ 3 000 dans le monde. On pense qu'il est le plus proche parent encore vivant du genre éteint Platygonus.

## Taxon Lazare
Cette espèce a la particularité d'avoir d'abord été décrite en 1930 d'après des fossiles et a été initialement considéré comme une espèce éteinte. En 1975, l'animal a été découvert bien vivant dans la région du Chaco au Paraguay. L'espèce est bien connue des peuples autochtones, mais il a fallu du temps pour que les scientifiques découvrent son existence.

## Publication originale
- Rusconi, 1930 : Las especies fosiles argentinas de pecaries (Tayassuidae) y sus relaciones con las de Brasil y Norte America. Anales del Museo nacional de historia natural de Buenos Aires, vol. 36, p. 121–241.